# Shinkansen sèrie 400
La sèrie 400 (400系, Yonbyaku-kei) va ser un tipus de tren d'alta velocitat shinkansen japonès operat per East Japan Railway Company (JR East) entre 1992 i 2010 als serveis de Tsubasa a la primera línia mini-shinkansen del Japó, la branca Yamagata Shinkansen de la principal Tohoku Shinkansen.
La flota de trens de la sèrie 400 va ser llogada per JR East a l'empresa propietària, Yamagata JR Chokutsū Tokkyū Hoyū Kikō (山形ジェイアール直通特急保有機構), una empresa conjunta entre JR East i la prefectura Yamagata.
Originalment eren conjunts de sis cotxes, però el 1995 es va afegir un setè cotxe (tipus 429) a cada conjunt a causa de la popularitat dels nous serveis de Tsubasa.

## Història
La flota de 12 conjunts de sis cotxes va entrar en servei als nous serveis Tsubasa shinkansen des de l'1 de juliol de 1992. Els conjunts de sis cotxes es van allargar a set cotxes entre novembre i desembre de 1995 amb l'addició d'un nou cotxe remolc tipus 429 com a cotxe 15.
Les retirades van començar el desembre de 2008, amb el primer conjunt, L1. Tota la flota estava programada per ser retirada per l'estiu de 2009 i substituïda per nous trens de la sèrie E3-2000. No obstant això, un conjunt, L3, va romandre en servei fins al 18 d'abril de 2010, amb la data escollida per marcar 18 anys de servei.

## Disseny

### Exterior

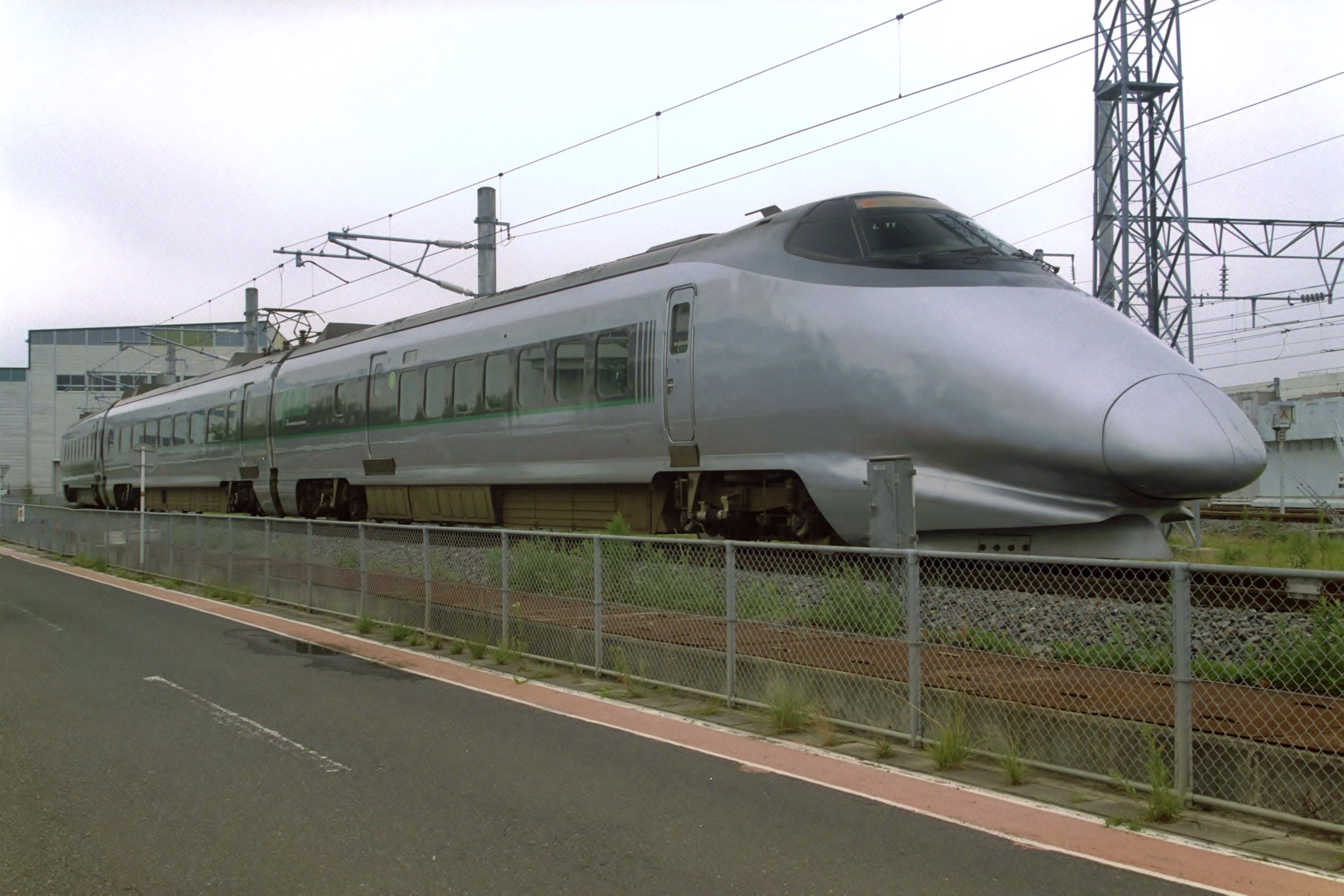
Model L11 amb la lliurea original el juliol de 1997

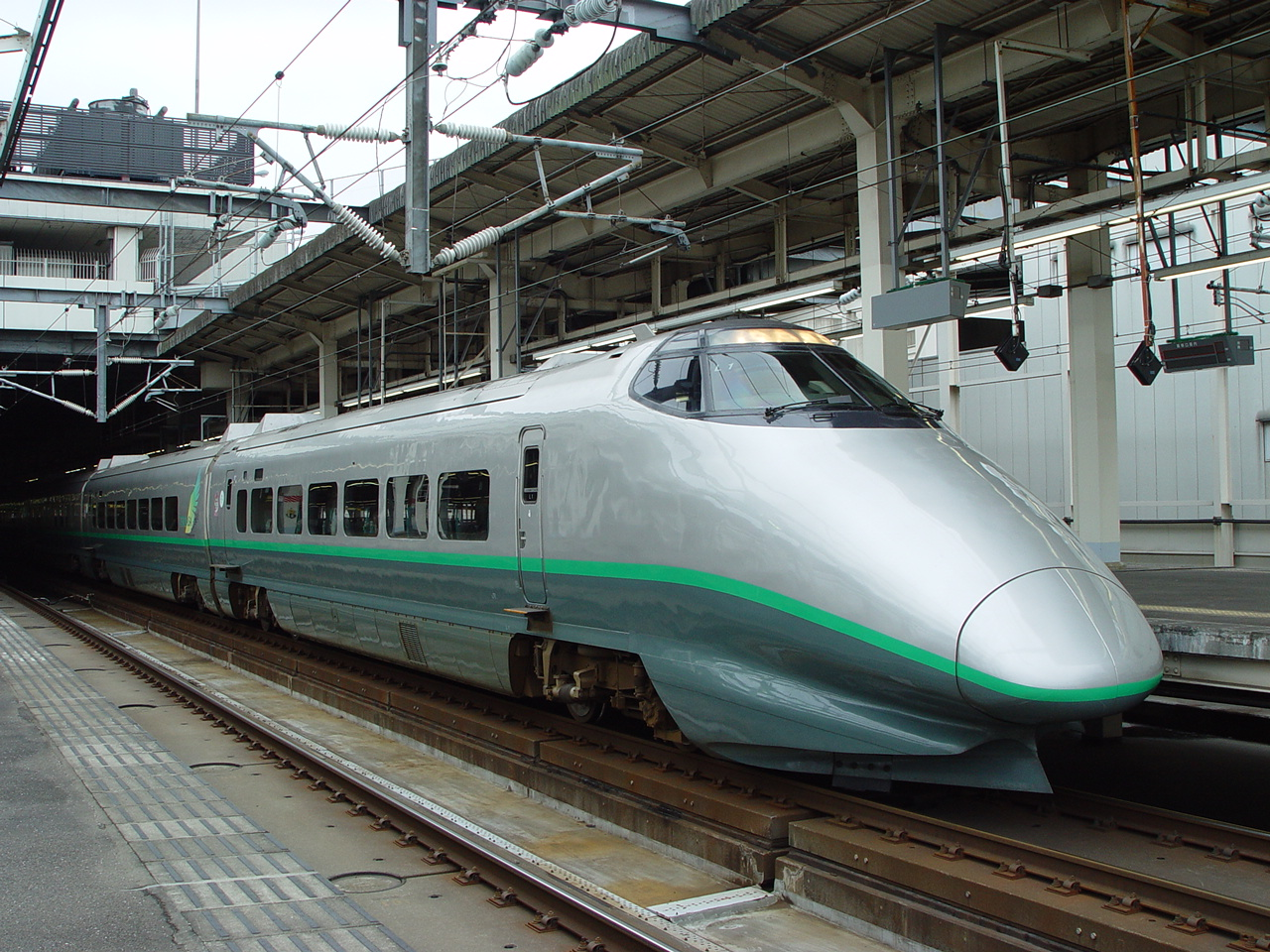
Model L1 a l'estació d'Omiya el juny de 2002, mostrant els graons de la porta estesos

Pel que fa a l'estil, la sèrie 400 es va pintar originalment d'un gris plata mitjà amb un sostre més fosc i una zona al voltant de les finestres de la cabina i el marc inferior, però es van renovar i repintar entre 1999 i 2001, amb una zona més alta de gris blavós fosc a la part inferior, arribava gairebé a les finestres laterals i es separava del gris platejat amb una franja verda. Es va eliminar el gris fosc del sostre i al voltant de les finestres de la cabina.
Les autoritzacions es van reduir molt en comparació amb les línies anteriors de shinkansen i, per tant, les unitats de la sèrie 400 eren molt més estretes que els trens shinkansen anteriors. A les estacions de shinkansen (és a dir, estacions de línies d'alta velocitat), els passos s'estenen des de sota de les portes per salvar la bretxa entre els trens i les andanes.

### Interior
L'allotjament dels cotxes verds (de primera classe) tenia 2+1 seients al costat, a diferència dels trens de la sèrie E3 que els van substituir, que comptaven amb 2+2 seients tant en cotxes estàndard com verds. El pas dels seients era de 1.160 mm a la classe verda (cotxe 11), 980 mm en cotxes de seients reservats i 910 mm en cotxes no reservats.
Quan la flota va rebre una renovació de prolongació de la vida útil entre 1999 i 2001, els interiors també es van reformar amb una nova moqueta de seient. Els cotxes amb seients reservats van rebre moqueta vermella, mentre que els cotxes amb seients no reservats van rebre moqueta turquesa.

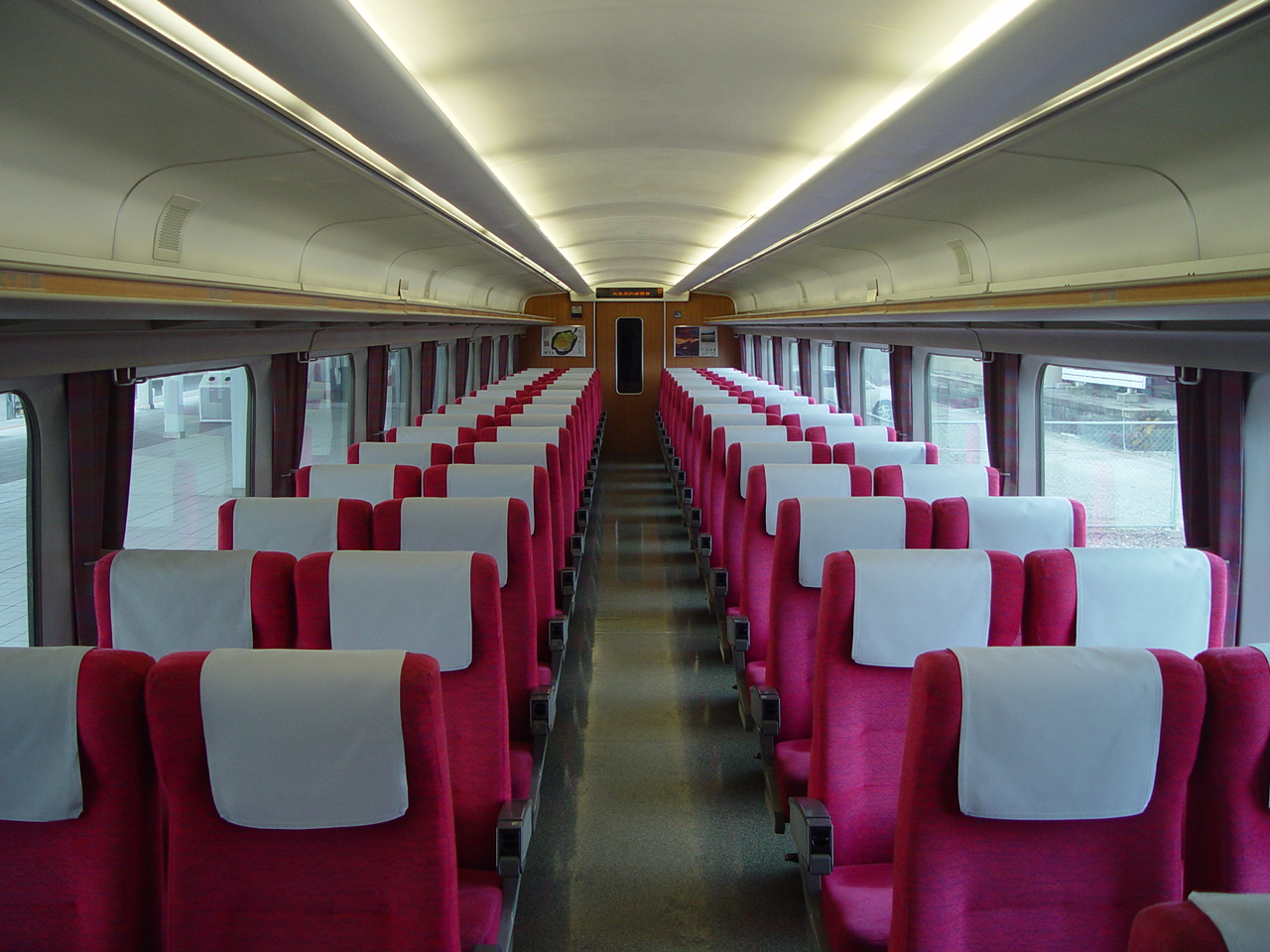
Cotxe reformat de classe estàndard amb seients reservats
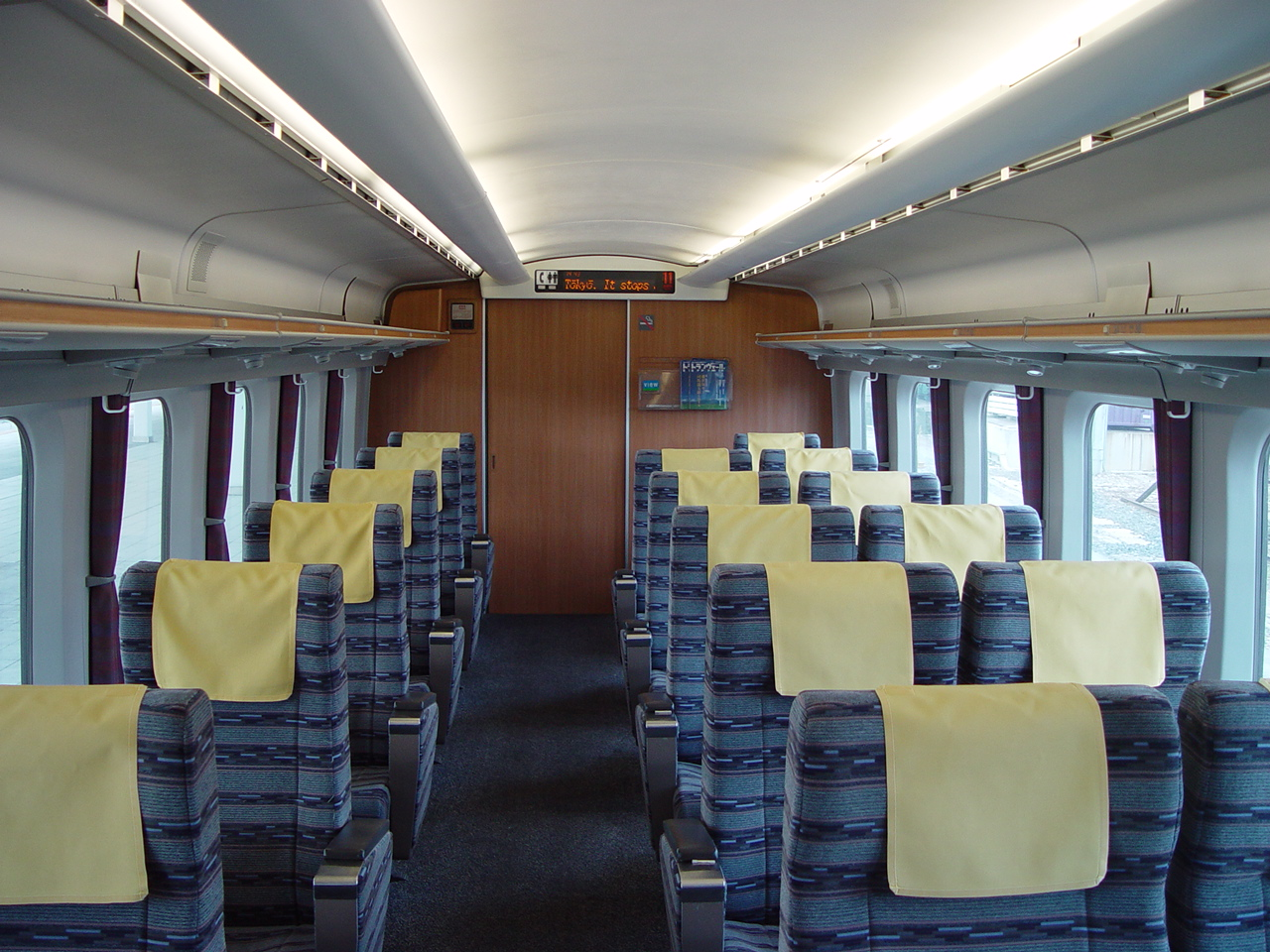
Seients de cotxe verds reformats